# Rondibilis multimaculata
Rondibilis multimaculata är en skalbaggsart som först beskrevs av Maurice Pic 1936.  Rondibilis multimaculata ingår i släktet Rondibilis och familjen långhorningar. Inga underarter finns listade i Catalogue of Life.